# Leon Dajaku
Leon Dajaku (* 12. April 2001 in Waiblingen) ist ein deutscher Fußballspieler. Der vielseitig einsetzbare Offensivakteur steht momentan beim Sharjah FC in der UAE Pro League unter Vertrag.

## Karriere

### Vereine

#### Anfänge in und um Stuttgart
Dajaku spielte zunächst für die Bambini und die F-Jugend der Spvgg Rommelshausen, wenige Kilometer südlich seiner Geburtsstadt Waiblingen östlich von Stuttgart. Danach wurde er beim FSV Waiblingen sowie ab 2014 beim VfB Stuttgart ausgebildet. In der Saison 2017/18 erzielte er in 21 Punktspielen in der B-Junioren-Bundesliga Süd/Südwest 23 Tore, musste sich am Saisonende jedoch mit seinem Team mit Platz zwei hinter dem FC Bayern München begnügen. Ab Dezember 2017 kam er zudem achtmal in der A-Junioren-Bundesliga zum Einsatz und erzielte ein Tor.
In der Saison 2018/19 gehörte Dajaku endgültig der A-Jugend (U19) an. Im November 2018 gab der Cheftrainer der Profis, Markus Weinzierl, bekannt, dass Dajaku vorerst bis zum Jahresende mit der Bundesligamannschaft des Klubs trainieren werde. Dabei kam der 17-Jährige im Dezember auch zu zwei Kurzeinsätzen in der Bundesliga. Nach dem Jahreswechsel bestritt er seinen fußballerischen Alltag jedoch wieder mit den A-Junioren, für die er im Saisonverlauf in der Liga in 24 Spielen elf Tore und damit maßgeblich zum mit deutlichem Vorsprung errungenen ersten Platz in der Staffel Süd/Südwest beitrug. Der VfB erreichte das Endspiel um die deutsche A-Juniorenmeisterschaft gegen Borussia Dortmund. In jenem Endspiel erzielte Leon Dajaku zwar den Führungstreffer zum zwischenzeitlichen 2:1, der VfB konnte gar noch auf 3:1 erhöhen, doch die Dortmunder antworteten mit vier Toren und gewannen mit einem 5:3-Sieg den Titel. Im Pokalwettbewerb, dem DFB-Juniorenpokal, war man erfolgreicher und holte sich den Titel durch ein 2:1 im Finale gegen RB Leipzig. Durch vier Tore im Verlauf jenes Wettbewerbs hatte Dajaku auch hier wesentlich zum Gesamterfolg seiner Mannschaft beigetragen. Neben seinen vielen Spielen für die A-Junioren kam Leon Dajaku im März 2019 zu einem Kurzeinsatz für die Amateurmannschaft der Schwaben in der viertklassigen Regionalliga Südwest und saß gegen Saisonende einmal noch auf der Ersatzbank der Profimannschaft.
Die Sommervorbereitung 2019 startete Dajaku bei der in die 2. Bundesliga abgestiegenen Profimannschaft unter dem neuen Cheftrainer Tim Walter. Nachdem er sich während des ersten Trainingslagers am Knöchel verletzt hatte, verpasste er das zweite Trainingslager und sollte fortan dem Kader der zweiten Mannschaft angehören, die in der Vorsaison in die fünftklassige Oberliga Baden-Württemberg abgestiegen war.

#### FC Bayern München
Kurz vor dem Beginn der Drittligasaison 2019/20 wechselte Dajaku in die zweite Mannschaft des FC Bayern München, die zuvor in die 3. Liga aufgestiegen war. Er unterschrieb dort einen Vertrag mit einer Laufzeit bis zum 30. Juni 2023. Bei den „Amateuren“ des deutschen Rekordmeisters hatte er sich unter Sebastian Hoeneß nach wenigen Wochen in der Mannschaft etabliert und wurde Mitte November 2019 von Hansi Flick gemeinsam mit Oliver Batista-Meier, Sarpreet Singh und Joshua Zirkzee in den Profikader hochgezogen, saß dort mehrere Male auf der Ersatzbank, spielte aber weiterhin für die Zweitmannschaft. Am 21. Dezember 2019 kam er beim 2:0-Heimsieg gegen den VfL Wolfsburg dann als Außenverteidiger zu einem Bundesligakurzeinsatz für die Profimannschaft in der Nachspielzeit. Für die Zweitmannschaft absolvierte Dajaku 29 Drittligaspiele (20-mal von Beginn), in denen er 5 Tore erzielte, und wurde Drittligameister. Für die erste Mannschaft kam er in 2 Bundesligaspielen jeweils per Einwechslung zum Einsatz und wurde daher deutscher Meister. Durch mehrere Nominierungen in den Spieltagskader wurde Dajaku zudem ohne Einsatz DFB-Pokal-Sieger. Er spielte außerdem je einmal mit den A-Junioren (U19), für die er in dieser Spielzeit letztmals spielberechtigt war, in der A-Junioren-Bundesliga und der UEFA Youth League.
In der Saison 2020/21 stand Dajaku wieder ausschließlich im Kader der Drittligamannschaft. Im Oktober 2020 kam er zu einem Einsatz in der ersten Mannschaft, als er beim verlegten DFB-Pokal-Erstrundenspiel gegen den Oberligisten 1. FC Düren im Laufe der 2. Halbzeit eingewechselt wurde. Dabei profitierte Dajaku auch von dem Umstand, dass zahlreiche Bayern-Nationalspieler teilweise noch am Vortrag in Länderspielen aktiv gewesen waren und daher von Flick nicht berücksichtigt wurden. So standen beim 3:0-Sieg lediglich Feldspieler der zweiten Mannschaft und U19 als Ersatz zur Verfügung. Für die zweite Mannschaft kam der Flügelstürmer unter dem neuen Cheftrainer Holger Seitz in 17 möglichen Drittligaspielen 14-mal (10-mal von Beginn) zum Einsatz und erzielte 3 Tore.

#### Über Berlin und Sunderland nach Split
Mitte Januar 2021 wechselte der 19-Jährige auf Leihbasis in die Bundesliga zum 1. FC Union Berlin, der über eine Kaufoption verfügt. Unter Urs Fischer kam er bis zum Ende der Saison 2020/21 jedoch nur zu 2 Einwechslungen.
Im Sommer 2021 zog Union Berlin die Kaufoption. Dajaku wechselte Ende August 2021 bis zum Ende der Saison 2021/22 auf Leihbasis zum englischen Drittligisten AFC Sunderland. Er kam auf 22 Drittligaeinsätze, stand 14-mal in der Startelf und erzielte 4 Tore. Die Mannschaft belegte den 5. Platz und zog damit in die Play-off-Spiele um den Aufstieg ein. Dort setzte man sich im Halbfinale gegen Sheffield Wednesday durch und schaffte durch einen Sieg im Finale gegen die Wycombe Wanderers den Aufstieg in die EFL Championship. Dajaku kam dabei, wie auch bei den letzten 7 regulären Spielen, nicht zum Einsatz. Durch den Aufstieg griff zur Saison 2022/23 eine Kaufpflicht.
Nach einer im Januar 2023 vollzogenen Leihe zum FC St. Gallen, bei denen er zwölf Ligaspiele bestritt, wechselte Dajaku im Juni 2023 ablösefrei zu Hajduk Split. Dort war er die folgenden anderthalb Jahre bis zum Januar 2025 aktiv und schoss in 38 Pflichtspielen vier Treffer für den kroatischen Erstligisten.

### Vereinigte Arabische Emirate
Am 18. März 2025 wurde Dajaku dann vom Sharjah FC aus der UAE Pro League unter Vertrag genommen.

### Nationalmannschaft
Im September 2017 kam Leon Dajaku zu ersten Einsätzen für die U17-Nationalmannschaft, war bei der wenige Wochen später stattfindenden Weltmeisterschaft in Indien jedoch nicht mit dabei. 2018 nahm er dann an der Europameisterschaft in England teil, bei der er mit der Mannschaft jedoch bereits in der Vorrunde ausschied. Zwischen November 2018 und März 2019 folgten drei Einsätze für die U18-Auswahl. Von September bis November 2019 spielte er sechs Mal für die U19-Nationalmannschaft und erzielte drei Tore.
Aufgrund seiner kosovo-albanischen Abstammung könnte Dajaku auch für den kosovarischen oder albanischen Fußballverband spielen.

## Erfolge
- Aufstieg in die EFL Championship: 2022
- Deutscher Meister: 2020
- DFB-Pokal-Sieger: 2020
- Meister der 3. Liga: 2020
- DFB-Junioren-Pokal-Sieger: 2019

## Sonstiges
Dajakus Eltern stammen aus dem Kosovo. Sein Berater ist Kevin Kurányi.